# Sector (computer)

A Spoor
B Geometrische sector
C Sector
D Cluster

Een sector is binnen de computerindustrie een deel van een spoor, een hele concentrische cirkel, op een magnetische- of optische schijf. Elke sector bevat een vaste hoeveelheid gegevens, die traditioneel 512 bytes groot is voor harde schijven en 2048 bytes voor cd-roms. De moderne harde schijven gebruiken een sectorgrootte van 4096 bytes.
Een sector is de kleinste opslageenheid op een harde schijf. De meeste schema's partitioneren een harde schijf zodanig dat bestanden een heel aantal sectoren beslaan, ongeacht de grootte van het bestand. Dit houdt in de meeste gevallen in dat de laatste sector maar voor een deel wordt beschreven. De overgebleven ruimte van die sector wordt met nullen gevuld.